# آنالیز محدب

یک پولیتوپ محدب 3-بعدی. آنالیز محدب، نه تنها شامل مطالعه زیرمجموعه‌های محدب از فضاهای اقلیدسی است، بلکه به مطالعه توابع محدب روی فضاهای مجرد نیز می پردازد.

آنالیز محدب (به انگلیسی: Convex Analysis)، شاخه ای از ریاضیات است که به مطالعه خواص توابع محدب و مجموعه‌های محدب پرداخته که در مینیمم‌سازی محدب، زیرحوزه‌ای از نظریه بهینه‌سازی، کاربرد دارد.

## مجموعه‌های محدب
زیرمجموعه {\displaystyle C\subseteq X} از یک فضای برداری چون X را محدب نامند اگر در هر کدام از شرایط معادل زیر صدق کند:
1. اگر {\displaystyle 0\leq r\leq 1} حقیقی بوده و {\displaystyle x,y\in C} آنگاه {\displaystyle rx+(1-r)y\in C.}[۱]
2. اگر {\displaystyle 0<r<1} حقیقی بوده و {\displaystyle x,y\in C} به گونه ای که {\displaystyle x\neq y,} باشد، آنگاه {\displaystyle rx+(1-r)y\in C.}.
3. برای تمام اعداد حقیقی مثبت {\displaystyle r>0} و {\displaystyle s>0} داریم {\displaystyle (r+s)C=rC+sC}.[۲]

## ارجاعات
1. ↑  Rockafellar, R. Tyrrell (1997) [1970]. Convex Analysis. Princeton, NJ: Princeton University Press. ISBN 978-0-691-01586-6.
2. ↑  Rudin 1991, p. 38.